# غاري مايرز
غاري مايرز (بالإنجليزية: Gary Myers)‏ (15 أغسطس 1952، لينووود في الولايات المتحدة)؛ روائي أمريكي.